# 水戸黄門まつり
水戸黄門まつり（みとこうもん-）は、茨城県水戸市で開かれる水戸藩2代藩主徳川光圀を称える祭。

## 概要

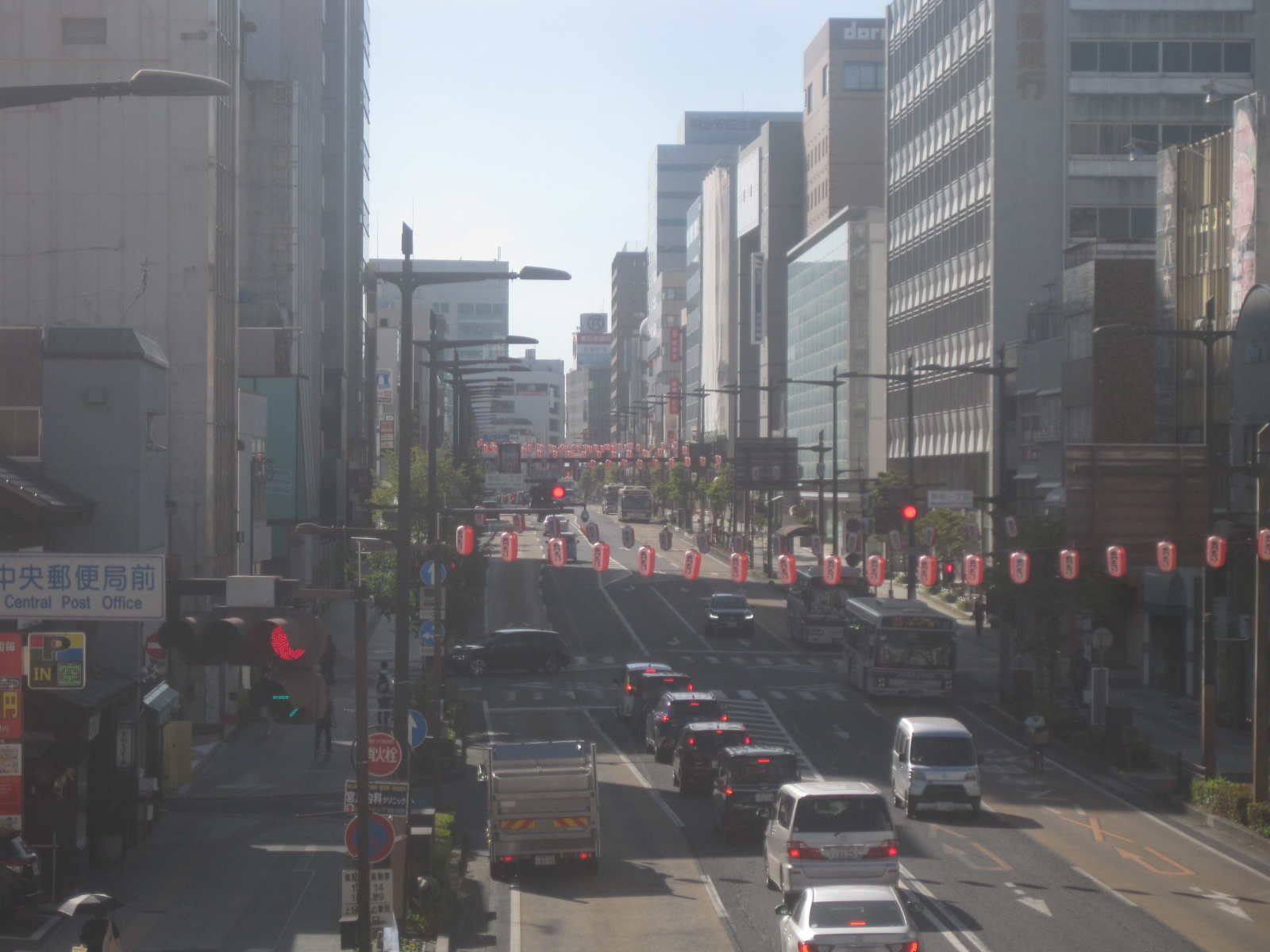
水戸黄門パレードが行われる上市通り
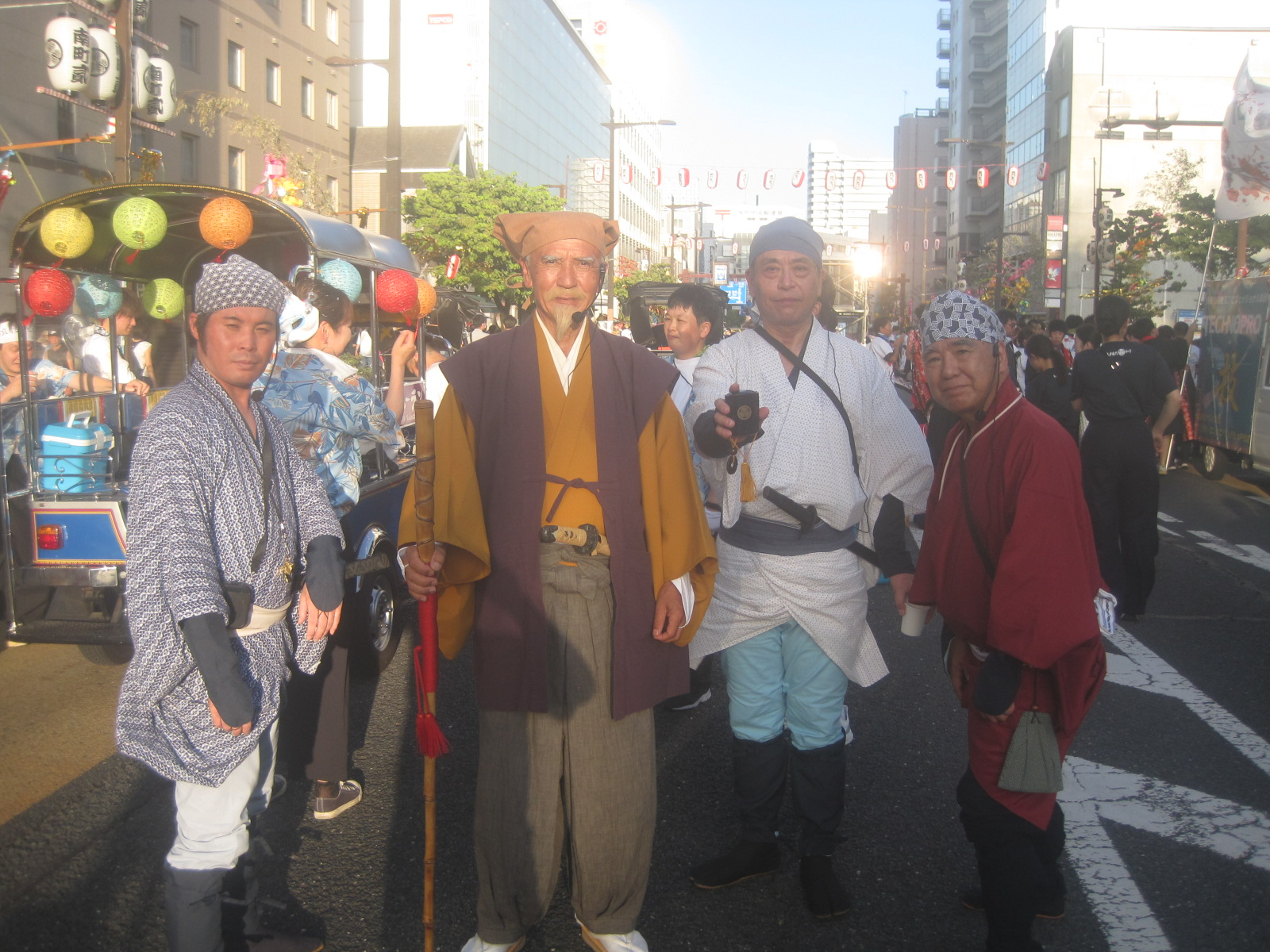
水戸黄門カーニバル　黄門様ご一行

水戸市中心部の商店街などで毎年8月第1週の土・日に開催される。名前の由来は水戸市にゆかりがある水戸黄門からきている。
かつては西村晃をはじめとする黄門様ご一行がゲストとして招かれ、黄門大名行列として水戸市内を練り歩いた。これは1990年代初頭に一旦打ち切られたものの、2003年の第43回から水戸黄門パレードとして復活した。
2018年まで金曜に前夜祭として千波湖畔で水戸黄門まつり花火大会（約4500発） 、土曜に水戸市街地で大名行列や水戸黄門パレードが、日曜に同所で山車や神輿の渡御等が行われていた。

2019年からは水戸黄門まつり花火大会を水戸偕楽園花火大会にリニューアルして7月に前倒し、従来の8月土日に本祭として1日目に提灯行列、2日目にふるさと神輿渡御が行われる。

## 黄門まつりの変遷
| 名称                           | 開催年     | 備考 |
| ------------------------------ | ---------- | --- |
| 七夕まつりと広告祭             | 1935年ごろ | -- |
| 太平洋戦争により中断           |            | |
| 七夕まつりと広告祭             | 1949年     | 祭が復活 |
| 第1回水戸の七夕黄門まつり      | 1961年     | 「水戸黄門まつり」の前身 |
| 第10回記念水戸の七夕黄門まつり | 1970年     | -- |
| 第16回水戸の七夕黄門まつり     | 1976年     | 「第1回霞のお新役」を募集 |
| 第20回記念水戸の七夕黄門まつり | 1980年     | -- |
| 第22回水戸の七夕黄門まつり     | 1982年     | 「霞のお新役・志乃役」を募集 |
| 第26回水戸の七夕黄門まつり     | 1986年     | 「第1回市民カーニバル」を開催 |
| 第29回水戸の七夕黄門まつり     | 1989年     | 「第1回ミス七夕黄門・準ミス七夕黄門まつり」を募集、「第1回追鳥狩武者行軍」を開催 3日目（最終日）は台風13号の影響で中止となった。 |
| 第30回記念水戸の七夕黄門まつり | 1990年     | -- |
| 第32回水戸黄門まつり           | 1992年     | 名称を「水戸の七夕黄門まつり」から「水戸黄門まつり」に変更 |
| 第33回水戸黄門まつり           | 1993年     | 花火大会は悪天候のためパレード・神輿渡御が終了した8月14日に順延された。 |
| 第37回水戸黄門まつり           | 1997年     | 水戸黄門まつりをリニューアル 「水戸黄門行列」を秋に移行、「第1回水戸藩時代まつり」を開催(- 2002年まで) |
| 第40回記念水戸黄門まつり       | 2000年     | 名称を「市民カーニバル」から「市民カーニバル in MITO」に変更 |
| 第43回水戸黄門まつり           | 2003年     | 「第1回水戸黄門パレード」開催、水戸黄門様のお休み処（後述）を設置 ゲスト:合田雅吏、原田龍二、由美かおる |
| 第44回水戸黄門まつり           | 2004年     | ゲスト:合田雅吏、三波豊和、由美かおる |
| 第45回水戸黄門まつり           | 2005年     | ゲスト:合田雅吏、永井大、原田龍二、由美かおる |
| 第46回水戸黄門まつり           | 2006年     | ゲスト:佐藤藍子、細川ふみえ |
| 第47回水戸黄門まつり           | 2007年     | ゲスト:斉藤慶子、さとう珠緒、マイク眞木 |
| 第48回水戸黄門まつり           | 2008年     | 8月1日、2日、3日開催 ゲスト:高橋由美子、真木蔵人 |
| 第49回水戸黄門まつり           | 2009年     | 8月7日 、8日、9日開催 ゲスト:合田雅吏、内藤剛志、林家三平、原田龍二、由美かおる |
| 第50回水戸黄門まつり           | 2010年     | 8月6日、7日、8日開催 ゲスト:島崎和歌子、由美かおる、渡辺裕之 |
| 第51回水戸黄門まつり           | 2011年     | 8月5日、6日、7日開催 ゲスト:内藤剛志、林家三平、雛形あきこ |
| 第52回水戸黄門まつり           | 2012年     | 8月3日、4日、5日開催 ゲスト:磯山さやか、合田雅吏、林家三平 |
| 第53回水戸黄門まつり           | 2013年     | 8月2日、3日、4日開催 ゲスト:京本政樹、黒川智花 |
| 第54回水戸黄門まつり           | 2014年     | 8月1日、2日、3日開催 ゲスト:東幹久、羽田美智子 |
| 第55回水戸黄門まつり           | 2015年     | 8月7日、8日、9日開催 ゲスト:原田龍二、大場久美子 |
| 第56回水戸黄門まつり           | 2016年     | 8月5日、6日、7日開催 ゲスト:風間トオル、福原遥 |
| 第57回水戸黄門まつり           | 2017年     | 8月4日、5日、6日開催 ゲスト:沢村一樹、長谷川里桃 |
| 第58回水戸黄門まつり           | 2018年     | 8月3日、8月4日、8月5日開催 ゲスト:カミナリ |
| 第59回水戸黄門まつり           | 2019年     | 7月20日（花火のみ）、8月3日、4日開催 祭を大幅にリニューアル。花火大会を7月20日に前倒しし、『水戸偕楽園花火大会』へと名称変更。会場を上市地区に集約し、水戸黄門パレードを廃止する一方、提灯行列やふるさと神輿渡御を取り入れる。                                                          |
| 第60回水戸黄門まつり           | 2020年     | 新型コロナウイルスの感染拡大状況に鑑み、開催中止となった。 |
| 第61回水戸黄門まつり           | 2021年     | 前年と同様、新型コロナウイルスの感染拡大状況に鑑み、開催中止となった。 |
| 第62回水戸黄門まつり           | 2022年     | 10月22日（花火のみ）、11月5日（本祭） 新型コロナウイルス感染症の対策と夏の熱中症対策を両立させ、コロナ前と同様の開催手法や開催時期で水戸黄門まつりを実施することは難しい状況であることを踏まえ、“水戸黄門まつりの伝統と文化の継承”に重点を置き、通常の時期から3ヶ月遅れで秋に開催した。 |
| 第63回水戸黄門まつり           | 2023年     | 7月29日（花火のみ）、8月5日、6日開催 4年ぶりに通常規模での開催となった。 |
| 第64回水戸黄門まつり           | 2024年     | 7月27日（花火のみ）、8月3日、4日開催 |
| 第65回水戸黄門まつり           | 2025年     | 7月26日（花火のみ）、8月2日、3日開催 |

## 由来
1935年（昭和10年）ごろ、水戸市商店街では夏に七夕まつり、秋に広告祭が開かれていた。戦争中は中断していたが終戦後、1949年（昭和24年）には復活し、商店街あげての七夕まつりを催した。
1961年（昭和36年）、『水戸黄門、助さん、格さん 大暴れ』という映画の撮影の際、月形龍之介が水戸市役所を水戸黄門の旅姿で訪問したことから黄門まつりのアイデアがうまれ、同年8月に第1回水戸の七夕黄門まつりが開催された。
その後途切れることなく祭りは毎年続き、水戸の夏の風物詩として定着した。そして、1992年に水戸の七夕黄門まつりが水戸黄門まつりと現在の名称に変わり、1997年に大幅リニューアルをし、現在に至っている。
2020年（令和2年）、2021年（令和3年）は新型コロナウイルス感染拡大防止のため中止。2022年（令和4年）は、通常の時期より3ヶ月遅らせ、規模を一部縮小する形で3年ぶりに開催した。
2023年（令和5年）は、4年ぶりに通常時期、通常規模での開催となった。

## 黄門さまのお休み処
2003年より祭の開催中、水戸市中心部の商店街に設置されている休憩所。2019年は以下の4ヶ所に設置された。
- くろばねパーク（市営宮町駐車場内）
- 南町自由広場
- 京成百貨店前
- 泉町屋台村

## 協賛行事
- 水戸黄門まつり那珂川遠泳大会
- ワイワイくろばねフェスティバル
- 燃えろ!元気水戸まつり!!
- 備前堀灯篭流し
- 千波湖灯篭流し
- 水戸黄門まつり水戸市民野球リレー大会

## アクセス
JR常磐線水戸駅下車。若しくは、東京駅八重洲南口4番乗り場より高速バス『みと号』で、終点下車。
- 千波湖会場(花火大会)

水戸駅から徒歩15分

なお、「偕楽園駅」（臨時駅）は、花火大会に合わせた営業を行っていない。
- 上市会場

水戸駅から徒歩5分